# Morez
Morez là một xã trong vùng hành chính Franche-Comté, thuộc tỉnh Jura, quận Saint-Claude (quận), tổng Morez. Tọa độ địa lý của xã là 46° 31' vĩ độ bắc, 06° 01' kinh độ đông. Morez nằm trên độ cao trung bình là 702 mét trên mực nước biển, có điểm thấp nhất là 650 mét và điểm cao nhất là 1311 mét. Xã có diện tích 9.67 km², dân số vào thời điểm 1999 là 6144 người; mật độ dân số là 635 người/km².
Morez là một trung tâm của công nghiệp kính.

## Thông tin nhân khẩu
| 1926  | 1931  | 1936  | 1946  | 1954  | 1962  | 1968  | 1975  | 1982  | 1990  | 1999  |
| ----- | ----- | ----- | ----- | ----- | ----- | ----- | ----- | ----- | ----- | ----- |
| 5.136 | 4.981 | 4.892 | 4.691 | 5.588 | 5.777 | 6.408 | 6.811 | 6.739 | 6.957 | 6.144 |

## Các thành phố kết nghĩa
- Achern, Đức

## Địa điểm tham quan
Nhà thờ cũ của Morez được xây từ 1724 và 1738 trở thành nhà thờ giáo khu. Ngoài ra còn có một nhà thờ Tin Lành. Lịch sử của công nghiệp kính Morez được trưng bày trong Musée de la Lunette.